# Strzelba KS-23
Karabin specjalny 23 (KS-23) – rosyjska strzelba powtarzalna (pump-action) myśliwskiego kalibru 4/75.

## Historia konstrukcji
W 1995 roku Rosyjskie Ministerstwo Spraw Wewnętrznych wprowadziło do uzbrojenia swoich oddziałów strzelbę powtarzalną pump-action (pierwsza taka broń skonstruowana w Rosji). Nowa broń miała być przeznaczona głównie do wystrzeliwania pocisków obezwładniających (gumowych i plastikowych). Wymagania wysokiej skuteczności spowodowały, że nowa broń miała bardzo rzadki, myśliwski kaliber 4/81 (23 × 81 mm). KS-23 miał lufę gwintowaną i przy użyciu amunicji gumowej Wołna-P miał zasięg skuteczny rzędu 70 m. Z KS-23 można także strzelać zwykłą amunicją śrutową. KS-23 załadowany nabojami śrutowymi jest używany do odstrzeliwania zamków i zawiasów drzwi.
Jak wykazały doświadczenia pocisk gumowy wystrzelony z KS-23 ma prawie 100% zdolność obalającą przy trafieniu w tułów. Dużą wadą KS-23 jako broni obezwładniającej jest wysokie ryzyko śmierci obezwładnianej osoby w przypadku trafienia w głowę.
Jako wyposażenie dodatkowe razem z KS-23 dostarczane są nasadki (garłacze) przeznaczone do miotania granatów z gazem łzawiącym Czeremucha-6 i Czeremucha-12 .
Jednocześnie z produkcją bojowej strzelby KS-23 rozpoczęto produkcję myśliwskiej strzelby Sielezień-4.

## Wersje
- KS-23 – strzelba bojowa z lufą długości 505 mm i szybkoodłączalną, prętową kolbą.
- Sielezień-4 – strzelba myśliwska. Produkowana w wersjach z lufami długości 505 i 720 mm. Kolba stała drewniana.

## Opis konstrukcji
KS-23 jest strzelbą powtarzalną pump-action (przeładowywaną ruchami czółenka-łoża). Zamek ryglowany czterema ryglami. Zasilanie z rurowego magazynka podlufowego o pojemności dwóch naboi. Mechanizm spustowo-uderzeniowy kurkowy (kurek napinany przy przeładowaniu). Bezpiecznik znajduje się na przedniej części kabłąka spustowego. Przyrządy celownicze składają się z muszki i stałej szczerbiny. Na komorze zamkowej znajduje się szyna umożliwiająca montaż celowników optycznych i kolimatorowych.